# Xabi Alonso
Xabier Alonso Olano (Tolosa, Guipúzcoa, España, 25 de noviembre de 1981) es un exfutbolista y entrenador español. Fue internacional absoluto con la selección española durante 11 años (2003-2014), totalizando 114 internacionalidades y 16 goles. Con ella se proclamó doble campeón de Europa, en 2008 y 2012, y campeón del mundo en 2010. Actualmente dirige al Real Madrid C. F. de la Primera División de España. 
Formado en las categorías inferiores de Antiguoko y Real Sociedad, debutó en Primera División con el conjunto donostiarra a mediados de la temporada 2000-01, tras ser repescado de su cesión en la Sociedad Deportiva Eibar. Permaneció en San Sebastián cuatro temporadas, alcanzó en el curso 2002-03 el subcampeonato de la liga en donde fue designado como «mejor jugador español» del campeonato por la revista Don Balón. En 2004 fue traspasado al Liverpool Football Club de Rafa Benítez. En la primera de sus cinco temporadas con el club de Anfield, se proclamó campeón de Europa, tras la épica final de Estambul de 2005. En 2009 regresó a España para fichar por el Real Madrid Club de Fútbol (club que en 2004 estuvo a punto de ficharle). Con el club de la capital ganó una Liga, dos Copas (2011 y 2014), una Supercopa y su segunda Liga de Campeones, «La Décima» para el club. Tras cinco temporadas en Madrid, fichó en 2014 por el Bayern Múnich dirigido por Pep Guardiola. Permaneció tres años en el club bávaro, hasta su retirada al final de la temporada 2016-17, y tras 18 años como profesional.
Es hijo del exfutbolista y exentrenador Periko Alonso.

## Trayectoria como jugador

#### Inicios
Nació el 24 de noviembre de 1981 en Tolosa, Guipúzcoa. Es hijo del que fuera también futbolista Periko Alonso, y sus dos hermanos también se dedican al fútbol, uno como futbolista y el otro como árbitro. Xabi Alonso vivió en Barcelona durante los primeros seis años de su vida y se trasladó a San Sebastián. Allí fue donde comenzó su pasión por el fútbol mientras jugaba en la playa de la Concha. En las arenas de esta playa, Alonso protagonizó varias batallas de exhibiciones de técnica futbolística con Mikel Arteta, ambos vecinos. El fútbol de Xabi fue influenciado por el de su padre, Periko, pero el joven Alonso obtenía más placer en pasar el balón de forma óptima que disparando a portería. A una temprana edad, Xabi decidió jugar como mediocentro defensivo: un rol que le ayudaría a aprender cómo distribuir bien el balón.
Con 16 años Alonso viajó a la localidad irlandesa de Kells para aprender inglés. Mientras estaba allí, Xabi disfrutó jugando al fútbol gaélico junto a otros chicos locales. Aún hoy es un admirador de este deporte y de la Meath GAA, uno de los equipos irlandeses de este deporte.
Alonso y Arteta eran ambiciosos y soñaban con jugar juntos en la Real Sociedad cuando fuesen mayores. Aunque asistieron a escuelas diferentes, los dos jóvenes futbolistas se unieron al Antiguoko, club local con el que jugaban los fines de semana. Sus actuaciones en este modesto club atrajeron la atención de ojeadores donostiarras para jugar en la Real —en el caso de Alonso— y catalanes, para jugar en el FC Barcelona —en el caso de Arteta—. Sin embargo, Xabi no fue sólo a la Real, ya que su hermano Mikel también fichó por los realistas.

#### Real Sociedad
Alonso progresó en los equipos juveniles de la Real Sociedad y logró llegar al primer equipo con 18 años. Hizo su debut el 1 de diciembre de 1999 contra el CD Logroñés en un partido de Copa del Rey. Después, el joven mediocentro no disputó ningún otro partido, pero en la siguiente campaña el tolosarra gozó de más minutos. En la temporada 2000-01, Javier Clemente decidió ceder a Alonso al SD Eibar de Segunda División para continuar su progresión. Sin embargo, en enero de 2001, la Real se encontraba situada en última posición de la tabla por lo que Clemente fue destituido. John Toshack regresó al club txuri urdin y repescó a Xabi Alonso. Al final de la temporada, la Real salió de los puestos de descenso y finalizó el curso en la zona tranquila de la tabla, en 14.ª posición.
La campaña 2002-03 fue de las mejores del equipo donostiarra desde la temporada 1981-82, cuando se proclamó campeón de liga. El equipo finalizó segundo, dos puntos por debajo del Real Madrid, logrando así su clasificación para la Liga de Campeones por primera vez en su historia. Xabi Alonso recibió gran parte de las buenas críticas por la gran temporada de la Real y fue reconocido con el premio al «Mejor Futbolista Español» que otorgaba la revista Don Balón. Además, el mediocentro tolosarra contribuyó en el aspecto realizador del equipo, anotando doce goles en todas las competiciones con el equipo guipuzcoano. Su temporada no pasó desapercibida para el entonces seleccionador Iñaki Sáez, que lo convocó por primera vez para la selección española. Alonso hizo su debut internacional con La Roja en abril de 2003, en un amistoso contra Ecuador que acabó ganando España por 4-0. Sáez declaró que Alonso "posee una fantástica distribución del balón y ve el fútbol con una extraordinaria claridad".
La siguiente temporada, la 2003-04, la Real y Alonso compaginaron buenos y malos momentos de fútbol. Alonso disputó todos los encuentros de la Liga de Campeones y el club pasó a octavos de final como segundo clasificado del grupo tras la Juventus FC. Sin embargo, el equipo comenzó a sufrir la carga de partidos que llevaba durante el año, por lo que cayó frente al Olympique Lyonnais y acabó 15.º en el campeonato de liga tras pasar muchos apuros para salvar la categoría. Las buenas actuaciones de Alonso y el pobre año txuri urdin en liga provocó que se comenzara a sopesar la idea de que Xabi Alonso no siguiera en la Real. Pese al interés del campeón de liga, el Real Madrid, Alonso continuó en la Real. El equipo blanco desestimó el fichaje del mediocentro tolosarra por el precio que había impuesto su presidente, José Luis Astiazarán, que se elevaba a los 13 millones de libras, por lo que el fichaje se estancó.
Tras el final de la liga, Alonso viajó con sus compañeros de la selección a Portugal para disputar la Eurocopa 2004. El jugador vasco salió desde el banquillo en el primer partido frente a Rusia y jugó los 90 minutos frente a Portugal, en el encuentro en el que la selección se despedía de la Eurocopa en la fase de grupos.
En el mercado de fichajes de verano, la Real contrató a Mikel Arteta, amigo de Alonso y que venía de ganarlo todo en el Rangers FC. El fichaje de Arteta, mediocentro como Alonso, dejó claro que el tolosarra no seguiría en la Real, que acabó aceptando una oferta de 10,7 millones de libras (alrededor de 12 millones de euros) por parte del Liverpool FC, tres millones de libras menos de lo que había pedido al Real Madrid poco más de un mes antes. El equipo vasco anunció el acuerdo con los reds el 20 de agosto de 2004.

#### Liverpool

##### Estambul 2005

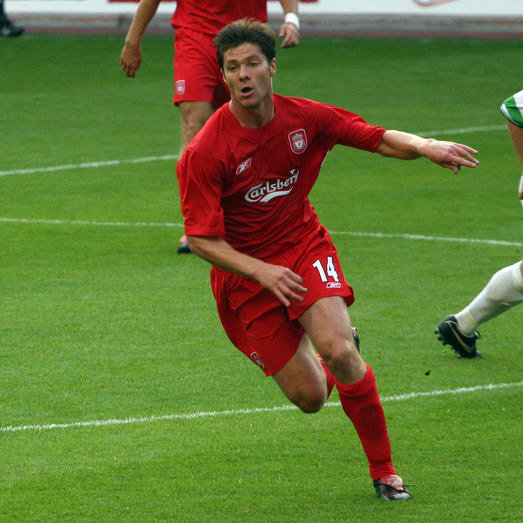
Alonso en su primera temporada con el Liverpool.

La llegada de Alonso al Liverpool, junto con la de Luis García, procedente del FC Barcelona, marcó el comienzo de una nueva era en Anfield conocida como la del Spanish Liverpool. El nuevo entrenador del Liverpool, el madrileño Rafael Benítez, trató de revolucionar el club y renovó completamente el equipo, imprimiendo su propio estilo de dirección y tácticas en el equipo. Los técnicos españoles fueron los primeros fichajes de Benítez e hizo notar su énfasis en la habilidad sobre la fuerza, ofreciendo algo diferente al equipo. Alonso hizo su debut en la Premiership con el Liverpool ante el Bolton Wanderers en el Reebok Stadium, el 29 de agosto de 2004. El Liverpool perdió 1-0, pero Alonso ya estaba recibiendo algunos elogios por sus habilidades en el pase por parte de la prensa. Uno de los partidos más destacados de Alonso y el Liverpool fue el disputado el 17 de octubre de 2004 en Craven Cottage frente al Fulham FC. El conjunto red perdía 2-0 en el descanso y Benítez introdujo a Alonso en el equipo. Su entrada en el partido revivió al Liverpool y el partido terminó 2-4 para el equipo de Merseyside. Además, y en ese mismo partido, Alonso marcó su primer gol en la Premier League con el Liverpool con un lanzamiento de falta directa.
Alonso siguió anotando importantes goles para el club, como su primer gol en Anfield ante el Arsenal en la victoria por 2-1. Alonso fue exaltado ante esta importante victoria y se estaba acoplando bien en su nueva vida en Inglaterra. El partido contra el Arsenal marcó el regreso de Steven Gerrard tras su lesión, pero la asociación en mediocampo de Alonso con el capitán se detuvo cuando Alonso sufrió su primer revés en el Liverpool. Se fracturó el tobillo tras una fuerte entrada de Frank Lampard en la derrota 1-0 del Liverpool contra el Chelsea F.C. el día de Año Nuevo de 2005 y el tolosarra se quedó fuera del equipo durante tres meses.
Xabi volvió al primer equipo en el partido de vuelta de cuartos de final de la Liga de Campeones contra la Juventus FC, cuando no estaba aún en perfecta forma física, pero con Steven Gerrard lesionado, el tolosarra tuvo que jugar los noventa minutos. El Liverpool consiguió arrancar un 0-0 en Italia que lo clasificaba para semifinales tras ganar 2-1 en Anfield. En la siguiente ronda contra el Chelsea, Alonso recibió una tarjeta amarilla en un tenso encuentro que acabó con empate, 0-0, en Stamford Bridge, y cuya amonestación acarreaba un partido de suspensión. Finalmente el Liverpool logró la victoria por 1-0 con un gol de Luis García, clasificándose para la final contra el AC Milan.
El quinto puesto del Liverpool en la Premier League dejó mucho que desear, pero la gloria esperó a Alonso en la Liga de Campeones. El equipo se fue al descanso de la final con 0-3 en el marcador, pero completó una segunda parte espectacular. El Liverpool logró acortar distancias rápidamente a 2-3, cuando el equipo inglés recibió un penalti a favor. Alonso remachó el balón a la red después de que el meta brasileño Dida atajase el primer disparo, poniendo el partido 3-3. El Liverpool ganó 3-2 en la tanda de penaltis y Alonso fue elogiado por su rol fundamental en la remontada del equipo. Alonso estaba eufórico con la victoria al comentar: "Este es el mejor momento de mi carrera profesional". Esto marcó un primer año muy exitoso para Alonso en Inglaterra y la victoria en la final de la mayor competición europea de clubes significó el comienzo de un brillante futuro a sus 23 años de edad.

##### «Spanish Liverpool»
Alonso siempre se mantuvo de titular en la temporada 2005-06, gracias a que las lesiones de un jugador, algo que no ocurrió en su quinto año. En el mercado veraniegos de 2005, el Liverpool fichó a Peter Crouch por lo que el equipo podría cambiar su juego hacia uno más directo, buscando balones largos para el gigante delantero. Sin embargo, Crouch negó que fuera a ser así, poniendo de manifiesto la capacidad de pasar de Alonso y Gerrard, que ya habían definido el estilo de juego del Liverpool. Alonso encontró más competencia en su puesto con el fichaje de Mohamed Sissoko, al que Rafa Benítez conocía de su etapa en el Valencia CF. Sin embargo, las lesiones de Steven Gerrard provocaron que el técnico madrileño emplease más la formación 4-5-1, garantizando un lugar para Alonso en el equipo. Alonso apareció en todos los partidos de Liverpool en la Liga de Campeones, pero el equipo red no pudo mostrar el dominio de la campaña anterior y cayó ante el SL Benfica en los octavos de final.
El 7 de enero de 2006, en un encuentro de la FA Cup en tercera ronda contra el Luton Town, Alonso recuperó al Liverpool de un humillante 3-1 en el descanso, para acabar ganando 3-5, tras marcar dos goles desde larga distancia, uno de ellos desde su propio campo. Alonso sufrió una lesión en el tobillo en un partido que acabó con victoria por 3-1 sobre el Portsmouth, poniendo en duda su participación en la final de la FA Cup. Sin embargo, se recuperó lo suficiente para la final contra el West Ham United. El Liverpool volvió a llegar al tiempo reglamentario con 3-3 en el marcador. Alonso, que no se encontraba aún completamente recuperado, no pudo disputar todo el encuentro y fue sustituido, pero el Liverpool consiguió hacerse con la FA Cup en los penaltis.

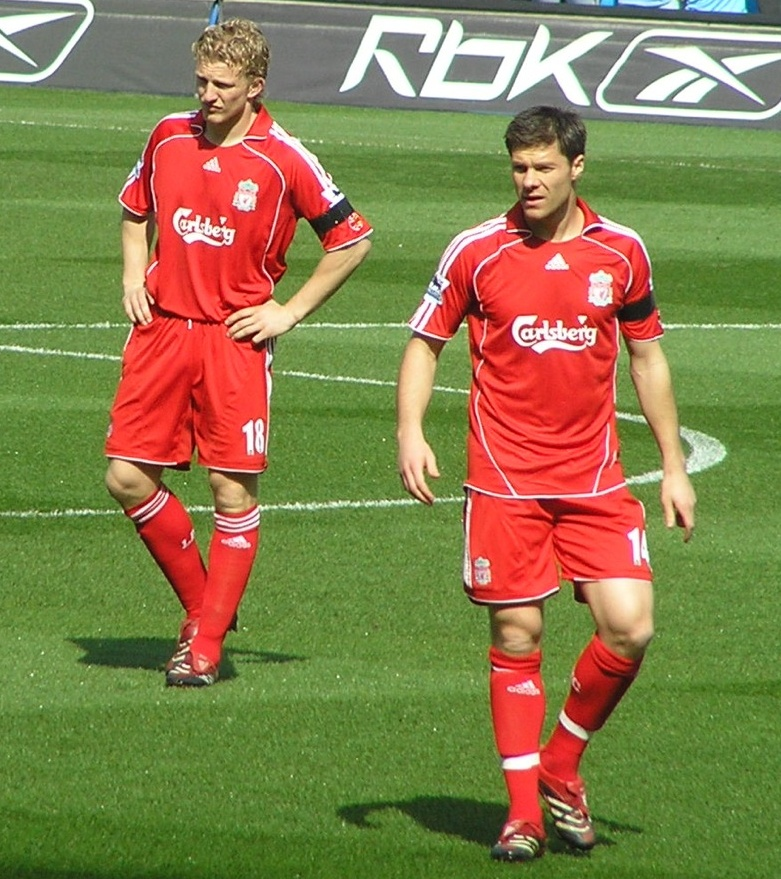
Alonso con su compañero Dirk Kuyt en la temporada 2006-07.

El 20 de septiembre de 2006, Alonso anotó un gol desde su propio campo, lo que la BBC describió como "un ataque atroz", en un partido en el que los extraterrestres ganaron al Newcastle United por 2-0. A pesar de la similitud con otros goles que Alonso consiguió de esta forma, el mediocentro tolosarra no dudó en afirmar que fue su mejor tanto. El 8 de junio de 2007 Alonso renovó su contrato por cinco años, lo que disipó los rumores sobre su salida. Se había integrado muy bien en el Liverpool y después de firmar la extensión de su contrato, afirmó: "Sabía que había interés de otros clubes, pero mi idea siempre fue la de quedarme aquí. He estado aquí tres temporadas y tengo un gran cariño hacia el club y los aficionados. Entiendo lo que significa el Liverpool para tantas personas. Se trata de un club muy especial y yo no quería marcharme". En Liga de Campeones, el equipo estuvo más acertado y consiguió llegar, nuevamente, a su segunda final dos años después de la mítica noche de Estambul. Su rival volvió a ser el AC Milan en el Estadio Olímpico de Atenas, pero esta vez el equipo rossonero se llevó el título gracias a las letales actuaciones de Kaká y "Pippo" Inzaghi, que anotó los dos goles. Dirk Kuyt hizo el único gol del Liverpool a un minuto del final (2-1) y Alonso jugó todo el partido.
La temporada 2007-08 comenzó bien para el español: la ausencia de Gerrard hizo que Alonso jugara en una posición más avanzada, lo que le ayudó a marcar dos goles en la victoria por 6-0 frente al recién ascendido Derby County. Sin embargo, el brillante comienzo no duró mucho tiempo, ya que sufrió una pequeña lesión durante un partido frente al Portsmouth. La lesión le obligó a permanecer fuera del equipo seis semanas, pero se le forzó a volver tras ese plazo y recayó de su lesión en el primer encuentro. El jugador reconoció posteriormente: "Había estado sintiéndome un poco cansado, ya que era mi primer encuentro después de la lesión y (el partido) fue muy rápido. Pero, como jugador, no quieres salir, sobre todo cuando el equipo está ganando y yo me quedé".
Alonso volvió de su lesión a finales de 2007, pero cuando se reincorporó al equipo había una gran competitividad en el centro del campo con Javier Mascherano, su habitual pareja en el centro del campo, y el recién incorporado Lucas Leiva. Su puesto durante cinco temporadas en el Liverpool estuvo asegurado y Rafael Benítez lo consideró "un jugador de clase superior", afirmando que Alonso tenía la capacidad para cambiar el juego y romper la línea defensiva rival. El 12 de enero de 2008 Alonso cumplió su partido número 100 en la Premier con el Liverpool, en un partido contra el Middlesbrough FC.

##### Quinta y última temporada
En el mercado estival de fichajes de 2008, se puso de manifiesto que Alonso ya no era fundamental para Rafa Benítez, ya que éste quiso fichar al internacional inglés Gareth Barry para reemplazarle. La relación entre ambos comenzó a deteriorase en marzo de 2008, cuando Alonso tuvo una tensa discusión con Benítez. El motivo fue que el futbolista decidió no viajar con el equipo a un partido de Liga de Campeones en Milán para quedarse con su novia en Liverpool ante el inminente nacimiento de su hijo. Benítez aseguró que no podía "esperar y esperar a un jugador hasta el final sin saber qué es lo que piensa hacer", e incluso añadió que "el fútbol es lo primero". Antes de la Eurocopa, la Juventus se mostró muy interesada en fichar al tolosarra y Benítez no opuso ningún tipo de resistencia. De hecho, el consejero delegado de la Juventus llegó a reunirse con Benítez en Liverpool y tras una reunión de cuatro horas se fijó un precio de entre 15 y 20 millones de euros por Alonso. Sin embargo, con el éxito del futbolista y la selección en la Eurocopa, el mediocentro vasco se revalorizó, por lo que la Juventus acabó optando por una opción más asequible con Christian Poulsen, del Sevilla FC.
En el comienzo de la temporada 2008-09, ni Alonso ni Barry se movieron de sus respectivos clubes, pero la relación de Alonso con Benítez era muy complicada. Pese a ello, Alonso tuvo un sólido comienzo de temporada y la prensa elogió su fortaleza de carácter, citando su influencia como un factor clave en el arranque del equipo en la temporada. Uno de los momentos más álgidos de esa temporada para Alonso fue el gol que anotó frente al Chelsea F.C. y que dio la victoria a los reds (0-1), convirtiendo al Liverpool en el primer equipo visitante en ganar en Stamford Bridge en más de cuatro años. Fue en ese momento cuando Benítez reconoció que Alonso "está demostrando ahora la calidad que sabemos que tiene", y que volvía a contar con el mediocentro español después de un verano complicado. El técnico madrileño afirmó que "lo que ocurrió en verano con Alonso es simplemente fútbol" y que la oferta de la Juventus no prosperó "porque el precio que nos ofrecían no era lo suficientemente bueno para un jugador con su talento". Pese al gran comienzo de liga en el que el Liverpool se mantuvo como líder durante varias jornadas, el equipo se vino abajo en la segunda vuelta y el Manchester United acabó ganando el título.
Tras el final de temporada y con la llegada de Florentino Pérez a la presidencia del Real Madrid, Xabi Alonso pasó a ser un objetivo para el equipo madrileño. En un primer momento, el Real hizo una oferta de 27 millones que el Liverpool ni siquiera contestó, remitiéndose a los 40 millones de euros por los que tasaron su fichaje. Por su parte, Rafa Benítez no puso fácil su salida pese a que la temporada anterior dio vía libre al club para negociar con la Juventus por la mitad de lo que pedían ahora los dirigentes reds. Sin embargo, Benítez no se mostró tan tajante a la hora de negar la salida de Alonso como lo hizo con Javier Mascherano, a quien sí consideró clave en su esquema e intransferible. Mientras el fichaje se enfriaba, Alonso continuó forzando su salida al Real. El jugador se embarcó en la gira asiática, pero no jugó ningún partido, ya que según los médicos del club el jugador tenía molestias. El propio Benítez comenzó a mostrar cierto cansancio con el cariz que adquirían los rumores del fichaje: "Honestamente, llevamos hablando dos meses de este asunto. Y creo que es una pregunta para él, no para nosotros. Xabi tiene tres años más de contrato; sabemos que es un gran jugador, por eso le contratamos y renovamos su contrato, así que pregúntenle a él".
Xabi Alonso decidió acogerse al transfer request, una medida diplomática existente en la Premier League en la que el jugador comunica al club su deseo de marcharse del equipo. Las posturas de los clubes implicados parecían claras y poco dispuestas a moverse, pero Rafa Benítez había elegido hace tiempo al sucesor de Alonso, el italiano Alberto Aquilani. Por su parte, el Real Madrid comenzó a buscar otras alternativas y se fijó en el belga del Standard Steven Defour. El 4 de agosto de 2009, a los pocos días de salir a la luz el nombre de Defour, el Real Madrid y el Liverpool cerraron el fichaje de Alonso por una cifra no revelada por las partes, pero cercana a los 35 millones de euros. Así, finalmente, el último gol de Alonso con el Liverpool llegó en el partido contra el Hull City, marcado de volea después de recoger un rechace de su propio lanzamiento de falta que estrelló contra la barrera.

#### Real Madrid

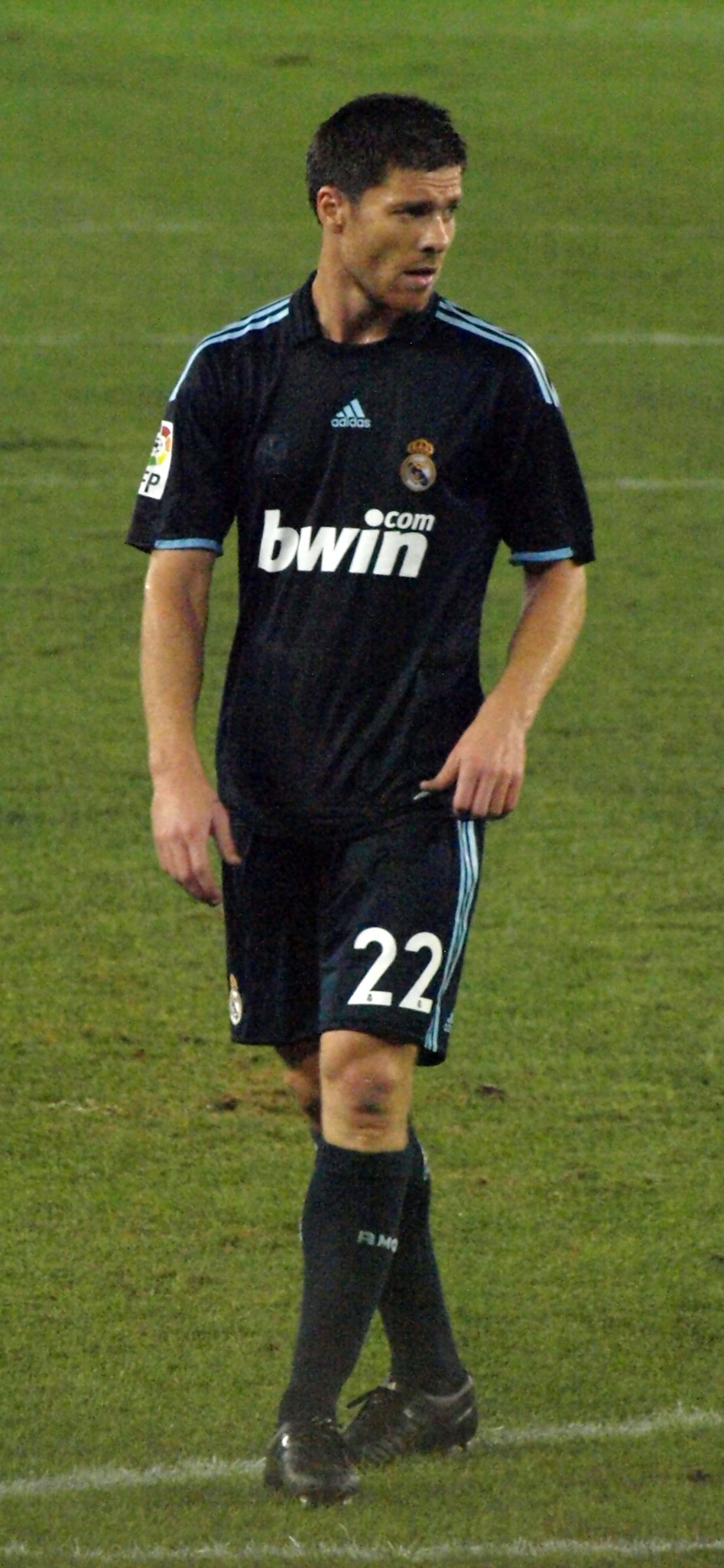
Alonso durante su etapa en Madrid.

El 5 de agosto de 2009, Xabi Alonso pasó el reconocimiento médico en Madrid y ofreció su primera rueda de prensa como jugador del Madrid. En ella aseguró estar "muy contento por pertenecer al mejor club que existe en el mundo". El tolosarra reconoció que "venir al Madrid es un paso importantísimo en mi carrera. Estoy muy agradecido al Liverpool por todo, y también al Madrid por el esfuerzo que ha hecho para que se concretara mi fichaje". El fichaje de Alonso, fue el último de la multimillonaria inversión de 264 millones de euros, que el presidente Florentino Pérez, realizó en su vuelta al club la temporada 2009-10, con la contratación como técnico de Pellegrini y la incorporación de jugadores como Kaká (65 millones €), Benzema (35 millones €) o Cristiano Ronaldo, proveniente del Manchester United por la cantidad récord de 96 millones €.
Su debut con la camiseta blanca se produjo tres días después, en Toronto, y el 15 de agosto Xabi Alonso vivió un partido muy especial frente a la Real Sociedad, en el partido en el que su exequipo celebraba su centenario frente a su nuevo club. El mediocentro vasco fue sustituido en la segunda parte y fue ovacionado por el estadio de Anoeta. El debut oficial de Xabi Alonso con el Real Madrid se produjo el 30 de agosto de 2009, en la primera jornada de liga frente al Deportivo en el Santiago Bernabéu y que acabó con victoria del Real (3-2).
Mientras tanto, desde Anfield, Steven Gerrard aseguró que tras conocer la marcha de Xabi Alonso quedó destrozado por su partida. Pero no había nada que pudiera hacer al respecto". Tan sólo veinte días después de las declaraciones del capitán red, el Liverpool fue eliminado de la Liga de Campeones en la fase de grupos, algo que no ocurría desde la temporada 2002-03. El 21 de febrero de 2010, Alonso consiguió su primer gol con la camiseta del Real Madrid, al transformar un penalti en el partido de liga que disputó el equipo blanco en el Santiago Bernabéu contra el Villarreal CF y que acabó 6-2.
El 10 de marzo de 2010, el Madrid quedó eliminado de los octavos de final de la Liga de Campeones ante el Olympique Lyonnais, tras empatar (1-1) en el Santiago Bernabéu en el partido de ida y perder en el partido de vuelta en Gerland (1-0). Xabi Alonso, sancionado, no pudo jugar en el decisivo partido de vuelta y el equipo notó su ausencia. Pese a ello, el trabajo de Xabi Alonso está siendo fundamental en la marcha del equipo. En diciembre de 2010 la UEFA lo sancionó económicamente por provocar conscientemente su expulsión en un partido disputado en Ámsterdam contra el AFC Ajax.
En la temporada 2010-11, logra el 20 de abril de 2011, su primer título con el Real Madrid, al vencer en Mestalla la Final de Copa del Rey al Barcelona, por 1–0.
La temporada 2011-12, se proclama el 2 de mayo de 2012 en San Mamés, campeón del Campeonato Nacional de Liga por primera vez en su carrera deportiva. Fue denominada la 'Liga de los récords', ya que el Real Madrid alcanzó el récord histórico de puntos (100) y de goles (121).
En la temporada 2013-14, su quinta y última temporada en el club blanco, ganó su segundo título copero en la Final de Copa del Rey ante el Barcelona y logró la segunda Liga de Campeones de su carrera, «La Décima» del Real Madrid, donde Alonso jugó desde el empate 2-2 ante la Juventus hasta el 4-0 ante el Bayern de Múnich en el partido de vuelta en la semifinal, siendo titular en la mayoría de aquellos encuentros. No jugó la final ante el Atlético de Madrid por acumulación de tarjetas amarillas. En la final, saltó al campo de juego a celebrar estando sancionado, por lo que no jugaría la Supercopa de Europa.

#### Bayern de Múnich

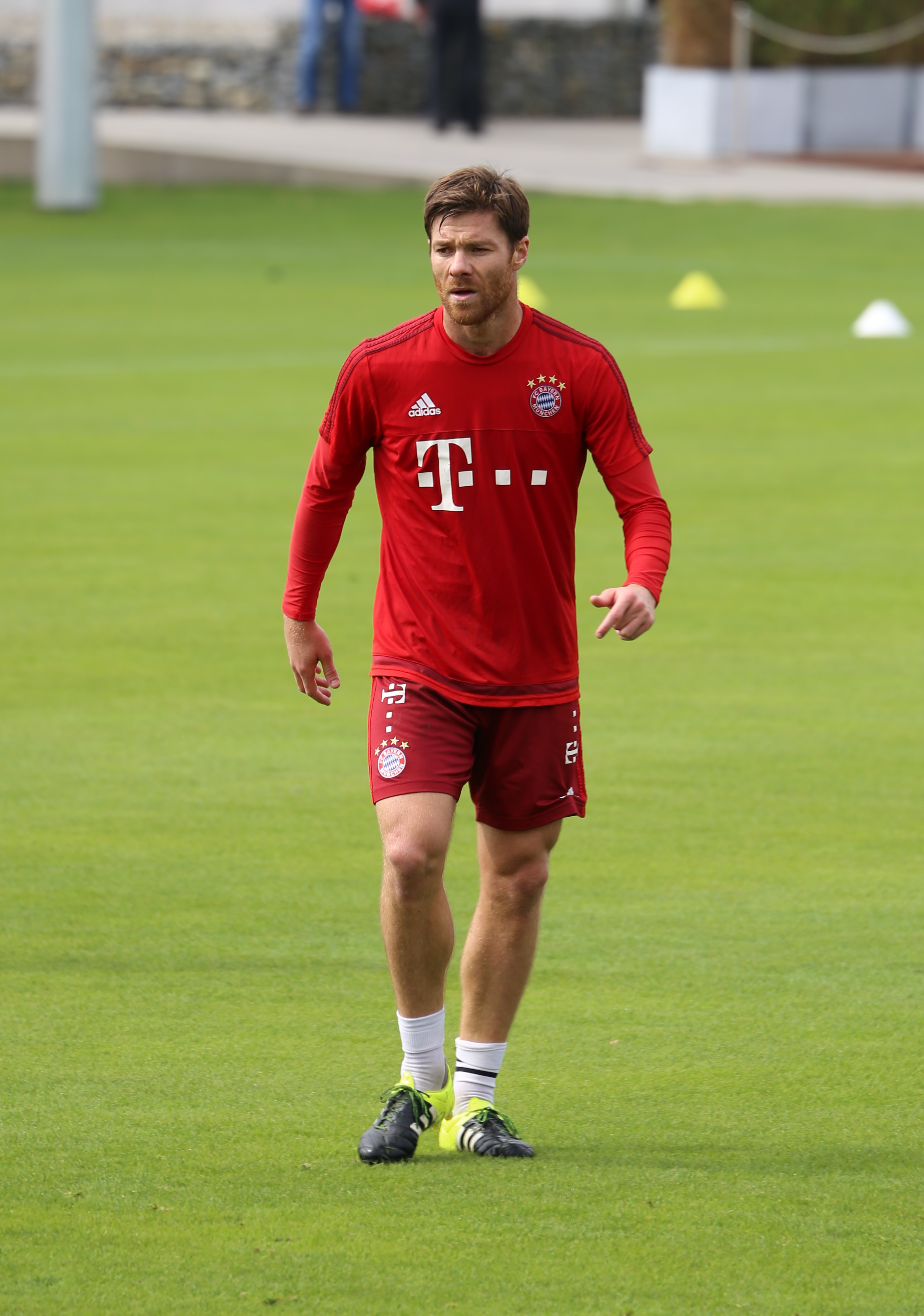
Xabi Alonso durante su etapa en Alemania.

Pese a firmar el 8 de enero de 2014, una renovación de contrato con el Real Madrid hasta 2016, el 29 de agosto de 2014, se anunció oficialmente su traspaso al Bayern de Múnich por 10 millones de euros y un salario de 10 millones de euros por dos temporadas. Su debut se llevó a cabo al día siguiente, en un empate 1-1 ante el Schalke 04. El 27 de septiembre de 2014, en el partido contra el FC Colonia, Alonso rompió el récord de más pases completado en un partido de la Bundesliga con un total de 196. Anotó su primer gol para el club el 18 de octubre de 2014, un tiro libre en la victoria por 6-0 sobre el Werder Bremen.
El 17 de febrero de 2015, en su partido número 100 en Liga de Campeones, fue expulsado tras una segunda amonestación en el empate 0-0 ante el Shajtar Donetsk, de ida de octavos de final. Anotó su cuarto gol, otro tiro libre, en el 6-1 ante el FC Porto de vuelta de los cuartos de final de Liga de Campeones, avanzando a las semifinales por cuarta temporada consecutiva, donde son apeados por el Barcelona. El 26 de abril, el Bayern se proclama campeón de la Bundesliga, su primer título con los bávaros.
El 9 de marzo de 2017, anunció su retirada del fútbol a final de la temporada 2016-17.

## Trayectoria como entrenador
En 2018, mientras completaba su curso de entrenador de élite de la UEFA junto a sus excompañeros Raúl, Xavi, Víctor Valdés y Joan Capdevila, Alonso regresó al Real Madrid, donde asumió un papel como entrenador de la sub-14 del Real Madrid. Tras apenas una temporada, donde resultó campeón con el equipo infantil, retornó a Zubieta.

#### Real Sociedad B
Así, en julio de 2019 regresó a la Real Sociedad de Fútbol donde se hizo cargo del equipo filial. En marzo de 2021, a pesar de estar fuertemente vinculado al puesto vacante de entrenador en Borussia Mönchengladbach, Alonso firmó una extensión de un año con el club.
En la segunda temporada de Alonso en Sanse, el club logró el ascenso a la Segunda División, luego de una victoria en los play-offs contra Algeciras el 22 de mayo de 2021. La victoria significó la primera temporada de la Real Sociedad B de regreso en Segunda División desde 1961-62. El 25 de mayo de 2022, la Real Sociedad anunció que Alonso dejaría el Sanse al final de la temporada, con el equipo ya descendido del segundo nivel.

#### Bayer Leverkusen
Después de un periodo sin actividad como entrenador, asumió el cargo de entrenador del Bayer Leverkusen en octubre de 2022 debido a la serie de malos resultados que afectaban al equipo. Logró acumular un total de 15 victorias, 5 empates y 7 derrotas en sus primeros 27 juegos al frente del club.
El equipo continuó su racha imparable sin renunciar a su característica innovación, y el 14 de abril de 2024, durante la temporada 2023-24, protagonizó una histórica goleada contra el Werder Bremen. Este triunfo permitió al Bayer Leverkusen asegurar el campeonato de liga en la jornada 29, con cinco jornadas de anticipación, marcando así el primer título liguero de la institución, el 18 de mayo de 2024 se consumo la temporada perfecta para el Leverkusen, ganando 2 a 1 al Augsburgo, terminando la temporada liguera con 28 victorias, 6 empates y 0 derrotas (96 pts) siendo así la primera Bundesliga invicta de la historia.
El 25 de mayo de 2024 consigue conquistar la Copa Alemana 31 años después contra el FCK  con gol de Granit Xhaka después de la expulsión de Odilon Kossounou y estar jugando con 10 durante 47 minutos.
El 17 de agosto de 2024, al inicio de la temporada 24-25, consiguió que  superaran al VFB Stuttgart en Tanda de penaltis para conseguir la 1.ª Supercopa Alemana en su historia.
El 31 de agosto de 2024, terminó su racha de 35 partidos invicto en Bundesliga en el BayArena tras perder 2-3 ante el R.B Leipzig.
El 9 de mayo de 2025, anunció su salida del club cuando finalice la temporada 2024-25 del fútbol alemán.

#### Real Madrid
El 25 de mayo de 2025, el Real Madrid anunció el nombramiento de Alonso para las próximas tres temporadas, a partir del 1 de junio de 2025. Su debut fue en el Mundial del Clubes de 2025, debutando con un empate de 1-1 contra el Al-Hilal, al siguiente partido derrotó al Club de Fútbol Pachuca ganando 3-1. El 26 de junio se disputó contra el Red Bull Salzburgo ganando 0-3 a su favor. Posteriormente, en octavos de final, superaría a la Juventus de Turín por 1-0 clasificándose así para los cuartos de final del Mundial de Clubes en los que se enfrentaría al Borussia Dortmund. El día 5 de Julio superaría al Borussia Dortmund ganando 3-2, llegando a las semifinales contra el Paris Saint-Germain Football Club donde finalmente serían derrotados y eliminados perdiendo 4-0 el día 9 de julio de 2025, finalizando así el Mundial de Clubes 2025 del Real Madrid. 
La temporada 25/26 comenzará el día 19 de agosto enfrentándose al Osasuna.

## Selección nacional

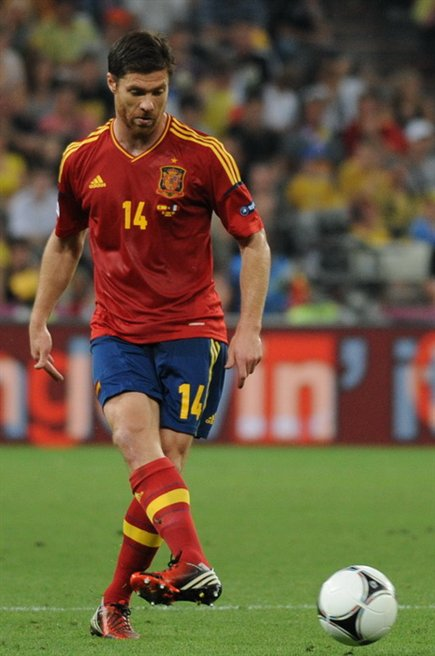
Xabi Alonso jugando con la selección española durante la Eurocopa 2012.

Como internacional absoluto, Alonso sumó 114 internacionalidades y 16 goles. Representó a España en las fases finales de las Eurocopas de 2004, 2008 y 2012 y en las de las Copas del Mundo de Alemania 2006, Sudáfrica 2010 y Brasil 2014. Su debut internacional se produjo el 30 de abril de 2003 en el Estadio Vicente Calderón de Madrid, en un partido amistoso en el que España ganó 4-0 a Ecuador.
Su primera participación en una fase final con España, fue en la Eurocopa 2004, mientras que la Copa del Mundo de 2006, fue su primer Mundial, en el que marcó su primer tanto como internacional y el primero de España en el campeonato, el 14 de junio en el 4-0 ante Ucrania. A pesar de una exitosa fase de grupos donde España ganó todos sus partidos, el combinado nacional fue apeado en octavos ante Francia, a la postre finalista del torneo.
El 29 de junio de 2008, Alonso se proclamó junto a su equipo campeón de la Eurocopa 2008. Alonso debutó en el tercer partido de la fase de clasificación ante Grecia, encuentro en el que fue elegido mejor jugador. También jugó en las rondas eliminatorias del torneo como suplente.
En 2009 disputó la Copa Confederaciones con España, donde en el partido de consolación por el tercer puesto contra Sudáfrica marcó un gol de libre directo en la prórroga, gol decisivo para la victoria de España por 3-2.
El 11 de julio en la final de la Copa Mundial de la FIFA 2010 sale campeón con una memorable actuación.
En junio de 2012 Alonso es convocado para jugar la Eurocopa 2012, el 23 de junio de 2012 marca un doblete en los cuartos de final contra Francia en su centésimo partido vistiendo la elástica roja, convirtiéndose en el mejor jugador del encuentro y llevando a su equipo a semifinales, donde se enfrentaron a Portugal, el partido terminaría sin goles, y se tuvo que definir en tanda de penaltis, Alonso falló su penalti, pero igualmente España se clasificaría a la final.
El 1 de julio de 2012, jugó la final del torneo en la que España se enfrentó a Italia, donde los españoles golearían a los italianos por 4 a 0, con goles de Silva, Jordi Alba, Torres y Mata proclamándose campeón de la Eurocopa 2012, Alonso lograría algo histórico en el fútbol mundial al lograr el triplete con su selección, Eurocopa, Mundial, Eurocopa.
El 27 de agosto de 2014 comunicó en una carta a través de la Real Federación Española de Fútbol, que dejaba la selección nacional tras haber ganado un Mundial y dos Eurocopas y haber entrado en el «club internacional de los centenarios» con 114 internacionalidades.

### Participaciones en fases finales
| Torneo                    | Sede              | Resultado        | Partidos | Goles |
| ------------------------- | ----------------- | ---------------- | -------- | ----- |
| Eurocopa 2004             | Portugal          | Primera fase     | 2        | 0     |
| Copa del Mundo 2006       | Alemania          | Octavos de final | 4        | 1     |
| Eurocopa 2008             | Austria y Suiza   | Campeón          | 6        | 0     |
| Copa Confederaciones 2009 | Sudáfrica         | Tercer lugar     | 5        | 1     |
| Copa del Mundo 2010       | Sudáfrica         | Campeón          | 7        | 0     |
| Eurocopa 2012             | Polonia y Ucrania | Campeón          | 6        | 2     |
| Copa del Mundo 2014       | Brasil            | Primera fase     | 3        | 1     |

### Goles como internacional
| \| # \| Fecha \| Lugar \| Rival \| Gol \| Resultado \| Competición \| \| --- \| ----------------------- \| ----------------------------------------------------------- \| --------------- \| --- \| --------- \| -------------------------- \| \| 1. \| 14 de junio de 2006 \| Estadio Zentralstadion, Leipzig (Alemania) \| Ucrania \| 1–0 \| 4–0 \| Mundial 2006 \| \| 2. \| 20 de agosto de 2008 \| Estadio Parken Stadion, Copenhague (Dinamarca) \| Dinamarca \| 1–0 \| 3–0 \| Amistoso \| \| 3. \| 20 de agosto de 2008 \| Estadio Parken Stadion, Copenhague (Dinamarca) \| Dinamarca \| 3–0 \| 3–0 \| Amistoso \| \| 4. \| 1 de abril de 2009 \| Estadio Ali Sami Yen, Estambul (Turquía) \| Turquía \| 1–1 \| 1–2 \| Clasificación Mundial 2010 \| \| 5. \| 28 de junio de 2009 \| Estadio Royal Bafokeng, Rustenburg (Sudáfrica) \| Sudáfrica \| 3–2 \| 3–2 \| Copa Confederaciones 2009 \| \| 6. \| 14 de noviembre de 2009 \| Estadio Vicente Calderón, Madrid (España) \| Argentina \| 1–0 \| 2–1 \| Amistoso \| \| 7. \| 14 de noviembre de 2009 \| Estadio Vicente Calderón, Madrid (España) \| Argentina \| 2–1 \| 2–1 \| Amistoso \| \| 8. \| 29 de mayo de 2010 \| Estadio Tivoli Neu, Innsbruck (Austria) \| Arabia Saudita \| 1–2 \| 2–3 \| Amistoso \| \| 9. \| 8 de junio de 2010 \| Estadio Nueva Condomina, Murcia (España) \| Polonia \| 3–0 \| 6–0 \| Amistoso \| \| 10. \| 7 de junio de 2011 \| Estadio José Antonio Anzoátegui, Puerto La Cruz (Venezuela) \| Venezuela \| 0–3 \| 0–3 \| Amistoso \| \| 11. \| 10 de agosto de 2011 \| Estadio San Nicola, Bari (Italia) \| Italia \| 1–1 \| 2–1 \| Amistoso \| \| 12. \| 7 de octubre de 2011 \| Estadio Generali Arena, Praga (República Checa) \| República Checa \| 0–2 \| 0–2 \| Clasificación Euro 2012 \| \| 13. \| 30 de mayo de 2012 \| Estadio Stade de Suisse, Berna (Suiza) \| Corea del Sur \| 2–1 \| 4–1 \| Amistoso \| \| 14. \| 23 de junio de 2012 \| Estadio Donbass Arena, Donetsk (Ucrania) \| Francia \| 1–0 \| 2–0 \| Eurocopa 2012 \| \| 15. \| 23 de junio de 2012 \| Estadio Donbass Arena, Donetsk (Ucrania) \| Francia \| 2–0 \| 2–0 \| Eurocopa 2012 \| \| 16. \| 13 de junio de 2014 \| Estadio Fonte Nova, Salvador de Bahía (Brasil) \| Países Bajos \| 1–0 \| 1–5 \| Mundial 2014 \| |                         |                                                             |                 |     |           |                            |
| # | Fecha                   | Lugar                                                       | Rival           | Gol | Resultado | Competición                |
| 1. | 14 de junio de 2006     | Estadio Zentralstadion, Leipzig (Alemania)                  | Ucrania         | 1–0 | 4–0       | Mundial 2006               |
| 2. | 20 de agosto de 2008    | Estadio Parken Stadion, Copenhague (Dinamarca)              | Dinamarca       | 1–0 | 3–0       | Amistoso                   |
| 3. | 20 de agosto de 2008    | Estadio Parken Stadion, Copenhague (Dinamarca)              | Dinamarca       | 3–0 | 3–0       | Amistoso                   |
| 4. | 1 de abril de 2009      | Estadio Ali Sami Yen, Estambul (Turquía)                    | Turquía         | 1–1 | 1–2       | Clasificación Mundial 2010 |
| 5. | 28 de junio de 2009     | Estadio Royal Bafokeng, Rustenburg (Sudáfrica)              | Sudáfrica       | 3–2 | 3–2       | Copa Confederaciones 2009  |
| 6. | 14 de noviembre de 2009 | Estadio Vicente Calderón, Madrid (España)                   | Argentina       | 1–0 | 2–1       | Amistoso                   |
| 7. | 14 de noviembre de 2009 | Estadio Vicente Calderón, Madrid (España)                   | Argentina       | 2–1 | 2–1       | Amistoso                   |
| 8. | 29 de mayo de 2010      | Estadio Tivoli Neu, Innsbruck (Austria)                     | Arabia Saudita  | 1–2 | 2–3       | Amistoso                   |
| 9. | 8 de junio de 2010      | Estadio Nueva Condomina, Murcia (España)                    | Polonia         | 3–0 | 6–0       | Amistoso                   |
| 10. | 7 de junio de 2011      | Estadio José Antonio Anzoátegui, Puerto La Cruz (Venezuela) | Venezuela       | 0–3 | 0–3       | Amistoso                   |
| 11. | 10 de agosto de 2011    | Estadio San Nicola, Bari (Italia)                           | Italia          | 1–1 | 2–1       | Amistoso                   |
| 12. | 7 de octubre de 2011    | Estadio Generali Arena, Praga (República Checa)             | República Checa | 0–2 | 0–2       | Clasificación Euro 2012    |
| 13. | 30 de mayo de 2012      | Estadio Stade de Suisse, Berna (Suiza)                      | Corea del Sur   | 2–1 | 4–1       | Amistoso                   |
| 14. | 23 de junio de 2012     | Estadio Donbass Arena, Donetsk (Ucrania)                    | Francia         | 1–0 | 2–0       | Eurocopa 2012              |
| 15. | 23 de junio de 2012     | Estadio Donbass Arena, Donetsk (Ucrania)                    | Francia         | 2–0 | 2–0       | Eurocopa 2012              |
| 16. | 13 de junio de 2014     | Estadio Fonte Nova, Salvador de Bahía (Brasil)              | Países Bajos    | 1–0 | 1–5       | Mundial 2014               |

## Estadísticas

### Como jugador

#### Clubes
Datos actualizados a fin de carrera deportiva. Resaltadas temporadas en calidad de cesión.
| Club                        | Div.          | Temporada     | Liga  | Liga  | Liga   | Copas | Copas | Copas  | Internacional | Internacional | Internacional | Total | Total | Total  |
| Club                        | Div.          | Temporada     | Part. | Goles | Asist. | Part. | Goles | Asist. | Part.         | Goles         | Asist.        | Part. | Goles | Asist. |
| --------------------------- | ------------- | ------------- | ----- | ----- | ------ | ----- | ----- | ------ | ------------- | ------------- | ------------- | ----- | ----- | ------ |
| Real Sociedad · España      | 1.ª           | 1999-00       | –     | –     | –      | 1     | –     | –      | –             | –             | –             | 1     | 0     | 0      |
| S. D. Eibar · España        | 2.ª           | 2000-01       | 14    | –     | 1      | –     | –     | –      | –             | –             | –             | 14    | 0     | 1      |
| Real Sociedad · España      | 1.ª           | 2000-01       | 18    | –     | 4      | –     | –     | –      | –             | –             | –             | 18    | 0     | 4      |
| Real Sociedad · España      | 1.ª           | 2001-02       | 29    | 3     | –      | –     | –     | –      | –             | –             | –             | 29    | 3     | 0      |
| Real Sociedad · España      | 1.ª           | 2002-03       | 33    | 3     | 1      | 1     | –     | –      | –             | –             | –             | 34    | 3     | 1      |
| Real Sociedad · España      | 1.ª           | 2003-04       | 34    | 3     | –      | –     | –     | –      | 8             | 1             | 1             | 42    | 4     | 1      |
| Real Sociedad · España      | Total club    | Total club    | 114   | 9     | 5      | 2     | 0     | 0      | 8             | 1             | 1             | 124   | 10    | 6      |
| Liverpool F. C. Inglaterra  | 1.ª           | 2004-05       | 24    | 2     | 5      | –     | –     | –      | 8             | 1             | –             | 32    | 3     | 5      |
| Liverpool F. C. Inglaterra  | 1.ª           | 2005-06       | 35    | 3     | 3      | 5     | 2     | –      | 13            | –             | –             | 53    | 5     | 3      |
| Liverpool F. C. Inglaterra  | 1.ª           | 2006-07       | 32    | 4     | –      | 4     | –     | –      | 15            | –             | –             | 41    | 4     | 0      |
| Liverpool F. C. Inglaterra  | 1.ª           | 2007-08       | 19    | 2     | 1      | 4     | –     | –      | 4             | –             | –             | 27    | 2     | 1      |
| Liverpool F. C. Inglaterra  | 1.ª           | 2008-09       | 33    | 3     | 5      | 4     | –     | 1      | 10            | 1             | 1             | 47    | 4     | 7      |
| Liverpool F. C. Inglaterra  | Total club    | Total club    | 143   | 14    | 14     | 17    | 2     | 1      | 50            | 2             | 1             | 210   | 18    | 16     |
| Real Madrid C. F. · España  | 1.ª           | 2009-10       | 34    | 3     | 6      | –     | –     | –      | 7             | –             | –             | 41    | 3     | 6      |
| Real Madrid C. F. · España  | 1.ª           | 2010-11       | 34    | –     | 6      | 7     | 1     | –      | 11            | –             | –             | 52    | 1     | 6      |
| Real Madrid C. F. · España  | 1.ª           | 2011-12       | 36    | 1     | 8      | 6     | 1     | –      | 10            | –             | 1             | 52    | 2     | 9      |
| Real Madrid C. F. · España  | 1.ª           | 2012-13       | 28    | –     | 5      | 9     | –     | 2      | 10            | –             | 1             | 47    | 0     | 8      |
| Real Madrid C. F. · España  | 1.ª           | 2013-14       | 26    | –     | 1      | 7     | –     | 1      | 9             | –             | 1             | 42    | 0     | 3      |
| Real Madrid C. F. · España  | 1.ª           | 2014-15       | –     | –     | –      | 2     | –     | –      | –             | –             | –             | 2     | 0     | 0      |
| Real Madrid C. F. · España  | Total club    | Total club    | 158   | 4     | 26     | 31    | 2     | 3      | 47            | 0             | 3             | 236   | 6     | 32     |
| Bayern de Múnich · Alemania | 1.ª           | 2014-15       | 26    | 2     | 3      | 4     | –     | 1      | 10            | 2             | 1             | 40    | 4     | 5      |
| Bayern de Múnich · Alemania | 1.ª           | 2015-16       | 26    | –     | 2      | 5     | 1     | 1      | 8             | 1             | –             | 39    | 2     | 3      |
| Bayern de Múnich · Alemania | 1.ª           | 2016-17       | 27    | 3     | 2      | 4     | –     | 1      | 7             | –             | 1             | 38    | 3     | 4      |
| Bayern de Múnich · Alemania | Total club    | Total club    | 79    | 5     | 7      | 13    | 1     | 3      | 25            | 3             | 2             | 117   | 9     | 12     |
| Total carrera               | Total carrera | Total carrera | 508   | 32    | 53     | 63    | 5     | 7      | 130           | 6             | 7             | 701   | 43    | 67     |
| 1. 2. 3.                    |               |               |       |       |        |       |       |        |               |               |               |       |       |        |

#### Selección nacional
Datos actualizados a su retiro.
| Selección | Temporada     | Europeo | Europeo | Europeo | Mundial(1) | Mundial(1) | Mundial(1) | Amistosos | Amistosos | Amistosos | Total(2) | Total(2) | Total(2) | Media goleadora |
| Selección | Temporada     | Part.   | Goles   | Asist.  | Part.      | Goles      | Asist.     | Part.     | Goles     | Asist.    | Part.    | Goles    | Asist.   | Media goleadora |
| --- | ------------- | ------- | ------- | ------- | ---------- | ---------- | ---------- | --------- | --------- | --------- | -------- | -------- | -------- | --------------- |
| Sub-18 · España | 2000          | 1       | -       | -       | -          | -          | -          | -         | -         | -         | 1        | 0        | 0        | 0,00            |
| Sub-18 · España | Total sel.    | 1       | 0       | 0       | 0          | 0          | 0          | 0         | 0         | 0         | 1        | 0        | 0        | 0,00            |
| Sub-21 · España | 2002-03       | 3       | -       | -       | -          | -          | -          | -         | -         | -         | 3        | 0        | 0        | 0,00            |
| Sub-21 · España | 2003-04       | 6       | -       | -       | -          | -          | -          | -         | -         | -         | 6        | 0        | 0        | 0,00            |
| Sub-21 · España | Total sel.    | 9       | 0       | 0       | 0          | 0          | 0          | 0         | 0         | 0         | 9        | 0        | 0        | 0,00            |
| Absoluta · España | 2003          | 3       | -       | -       | -          | -          | -          | 2         | -         | -         | 5        | 0        | 0        | 0,00            |
| Absoluta · España | 2004          | 2       | -       | -       | 2          | -          | -          | 7         | -         | -         | 11       | 0        | 0        | 0,00            |
| Absoluta · España | 2005          | -       | -       | -       | 4          | -          | -          | 2         | -         | -         | 6        | 0        | 0        | 0,00            |
| Absoluta · España | 2006          | 2       | -       | -       | 3          | 1          | -          | 6         | -         | -         | 11       | 1        | 0        | 0,09            |
| Absoluta · España | 2007          | 5       | -       | -       | -          | -          | -          | 1         | -         | -         | 6        | 0        | 0        | 0,00            |
| Absoluta · España | 2008          | 4       | -       | -       | 4          | -          | -          | 6         | 2         | -         | 14       | 2        | 0        | 0,04            |
| Absoluta · España | 2009          | -       | -       | -       | 8          | 2          | 2          | 4         | 2         | 1         | 12       | 4        | 3        | 0,33            |
| Absoluta · España | 2010          | 2       | -       | 1       | 7          | -          | -          | 7         | 2         | 3         | 16       | 2        | 4        | 0,12            |
| Absoluta · España | 2011          | 4       | 1       | 1       | -          | -          | -          | 7         | 2         | 1         | 11       | 3        | 2        | 0,27            |
| Absoluta · España | 2012          | 6       | 2       | -       | 3          | -          | -          | 5         | 1         | -         | 14       | 3        | 0        | 0,21            |
| Absoluta · España | 2013          | -       | -       | -       | 1          | -          | -          | 2         | -         | -         | 3        | 0        | 0        | 0,00            |
| Absoluta · España | 2014          | -       | -       | -       | 3          | 1          | -          | 2         | -         | -         | 5        | 1        | 0        | 0,20            |
| Absoluta · España | Total sel.    | 28      | 3       | 2       | 35         | 4          | 2          | 51        | 9         | 5         | 114      | 16       | 9        | 0,14            |
| Total carrera | Total carrera | 38      | 3       | 2       | 35         | 4          | 2          | 51        | 9         | 5         | 124      | 16       | 9        | 0,12            |
| (1) En el caso de la selección absoluta incluye también los partidos de la Copa FIFA Confederaciones (2) Incluye los partidos de las fases de clasificación de Europeos y Mundiales |               |         |         |         |            |            |            |           |           |           |          |          |          |                 |

### Como entrenador
| Equipo                      | Div.                | Temporada           | Liga  | Liga | Liga | Liga | Liga |       | Copa | Copa | Copa | Copa  |    | Internacional | Internacional | Internacional | Internacional | Internacional |   | Otros | Otros | Otros | Otros |    | Totales     | Totales | Totales | Totales | Totales | Totales | Totales | Totales |
| Equipo                      | Div.                | Temporada           | Part. | G    | E    | P    | Pos. | Part. | G    | E    | P    | Part. | G  | E             | P             | Pos.          | Part.         | G             | E | P     | Part. | G     | E     | P  | Rendimiento | GF      | GC      | Dif.    |         |         |         |         |
| --------------------------- | ------------------- | ------------------- | ----- | ---- | ---- | ---- | ---- | ----- | ---- | ---- | ---- | ----- | -- | ------------- | ------------- | ------------- | ------------- | ------------- | - | ----- | ----- | ----- | ----- | -- | ----------- | ------- | ------- | ------- | ------- | ------- | ------- | ------- |
| Real Sociedad "B" · España  | 2.ªB                | 2019-20             | 28    | 12   | 8    | 8    | 5.º  | -     | -    | -    | -    | -     | -  | -             | -             | -             | -             | -             | - | -     | 28    | 12    | 8     | 8  | 52.38%      | 47      | 35      | +12     |         |         |         |         |
| Real Sociedad "B" · España  | 2.ªB                | 2020-21             | 20    | 12   | 4    | 4    | 1.º  | -     | -    | -    | -    | -     | -  | -             | -             | -             | 8             | 6             | 1 | 1     | 28    | 18    | 5     | 5  | 70.24%      | 50      | 24      | +26     |         |         |         |         |
| Real Sociedad "B" · España  | 2.ª                 | 2021-22             | 42    | 10   | 10   | 22   | 20.º | -     | -    | -    | -    | -     | -  | -             | -             | -             | -             | -             | - | -     | 42    | 10    | 10    | 22 | 31.75%      | 43      | 61      | -18     |         |         |         |         |
| Real Sociedad "B" · España  | Total               | Total               | 90    | 34   | 22   | 34   | -    | -     | -    | -    | -    | -     | -  | -             | -             | -             | 8             | 6             | 1 | 1     | 98    | 40    | 23    | 35 | 48.64%      | 140     | 120     | +20     |         |         |         |         |
| Bayer Leverkusen · Alemania | 1.ª                 | 2022-23             | 26    | 13   | 6    | 7    | 6.º  | -     | -    | -    | -    | 11    | 4  | 4             | 3             | 1/2           | -             | -             | - | -     | 37    | 17    | 10    | 10 | 54.96%      | 64      | 46      | +18     |         |         |         |         |
| Bayer Leverkusen · Alemania | 1.ª                 | 2023-24             | 34    | 28   | 6    | 0    | 1.º  | 6     | 6    | 0    | 0    | 13    | 9  | 3             | 1             | 2.º           | -             | -             | - | -     | 53    | 43    | 9     | 1  | 86.79%      | 144     | 42      | +102    |         |         |         |         |
| Bayer Leverkusen · Alemania | 1.ª                 | 2024-25             | 34    | 19   | 12   | 3    | 2.º  | 5     | 4    | 0    | 1    | 10    | 5  | 1             | 4             | 1/8           | 1             | 0             | 1 | 0     | 50    | 28    | 14    | 8  | 65.33%      | 98      | 61      | +37     |         |         |         |         |
| Bayer Leverkusen · Alemania | Total               | Total               | 94    | 60   | 24   | 10   | -    | 11    | 10   | 0    | 1    | 34    | 18 | 8             | 8             | -             | 1             | 0             | 1 | 0     | 140   | 88    | 33    | 19 | 70.72%      | 306     | 149     | +157    |         |         |         |         |
| Real Madrid · España        | 1.ª                 | 2024-25             | -     | -    | -    | -    | -    | -     | -    | -    | -    | -     | -  | -             | -             | -             | 6             | 4             | 1 | 1     | 6     | 4     | 1     | 1  | 72.23%      | 11      | 8       | +3      |         |         |         |         |
| Real Madrid · España        | 1.ª                 | 2025-26             | 1     | 1    | 0    | 0    | -    | 0     | 0    | 0    | 0    | 0     | 0  | 0             | 0             | -             | 0             | 0             | 0 | 0     | 1     | 1     | 0     | 0  | 100%        | 1       | 0       | +1      |         |         |         |         |
| Real Madrid · España        | Total               | Total               | 1     | 1    | 0    | 0    | -    | 0     | 0    | 0    | 0    | 0     | 0  | 0             | 0             | -             | 6             | 4             | 1 | 1     | 7     | 5     | 1     | 1  | 76.19%      | 12      | 8       | +4      |         |         |         |         |
| Total en su carrera         | Total en su carrera | Total en su carrera | 185   | 95   | 46   | 44   | -    | 11    | 10   | 0    | 1    | 34    | 18 | 8             | 8             | -             | 15            | 10            | 3 | 2     | 245   | 133   | 57    | 55 | 62.05%      | 458     | 277     | +181    |         |         |         |         |
| 1. 2. 3.                    |                     |                     |       |      |      |      |      |       |      |      |      |       |    |               |               |               |               |               |   |       |       |       |       |    |             |         |         |         |         |         |         |         |

#### Resumen por competiciones
| Competición                  | Partidos | Ganados | Empatados | Perdidos | %      | Resultado        |
| ---------------------------- | -------- | ------- | --------- | -------- | ------ | ---------------- |
| Segunda División B de España | 56       | 30      | 13        | 13       | 61.31% | Campeón          |
| Segunda División de España   | 42       | 10      | 10        | 22       | 31.75% | 20.º lugar       |
| LaLiga                       | 1        | 1       | 0         | 0        | 100%   | En disputa       |
| Copa del Rey                 | 0        | 0       | 0         | 0        | 0%     | En disputa       |
| Supercopa de España          | 0        | 0       | 0         | 0        | 0%     | En disputa       |
| Bundesliga                   | 94       | 60      | 24        | 10       | 72.34% | Campeón          |
| Copa de Alemania             | 11       | 10      | 0         | 1        | 90.91% | Campeón          |
| Supercopa de Alemania        | 1        | 0       | 1         | 0        | 33.33% | Campeón          |
| Liga de Campeones de la UEFA | 13       | 5       | 3         | 5        | 46.15% | Octavos de final |
| Liga Europa de la UEFA       | 21       | 13      | 5         | 3        | 69.84% | Subcampeón       |
| Mundial de Clubes de la FIFA | 6        | 4       | 1         | 1        | 72.23% | Semifinales      |
| TOTAL                        | 245      | 133     | 57        | 55       | 62.05% | 4 Títulos        |

## Palmarés y distinciones

### Como jugador

#### Títulos nacionales
| Título                     | Club              | País       | Año  |
| -------------------------- | ----------------- | ---------- | ---- |
| FA Cup                     | Liverpool F. C.   | Inglaterra | 2006 |
| Community Shield           | Liverpool F. C.   | Inglaterra | 2006 |
| Copa del Rey               | Real Madrid C. F. | España     | 2011 |
| Primera División de España | Real Madrid C. F. | España     | 2012 |
| Supercopa de España        | Real Madrid C. F. | España     | 2012 |
| Copa del Rey               | Real Madrid C. F. | España     | 2014 |
| Bundesliga                 | Bayern de Múnich  | Alemania   | 2015 |
| Bundesliga                 | Bayern de Múnich  | Alemania   | 2016 |
| Copa de Alemania           | Bayern de Múnich  | Alemania   | 2016 |
| Supercopa de Alemania      | Bayern de Múnich  | Alemania   | 2016 |
| Bundesliga                 | Bayern de Múnich  | Alemania   | 2017 |

#### Títulos internacionales
| Título                       | Selección           | Sede              | Año  |
| ---------------------------- | ------------------- | ----------------- | ---- |
| Eurocopa                     | Selección de España | Austria y Suiza   | 2008 |
| Copa Mundial de Fútbol       | Selección de España | Sudáfrica         | 2010 |
| Eurocopa                     | Selección de España | Polonia y Ucrania | 2012 |
| Título                       | Club                | Sede              | Año  |
| Liga de Campeones de la UEFA | Liverpool F. C.     | Turquía           | 2005 |
| Supercopa de la UEFA         | Liverpool F. C.     | Mónaco            | 2005 |
| Liga de Campeones de la UEFA | Real Madrid C. F.   | Portugal          | 2014 |
| Supercopa de la UEFA         | Real Madrid C. F.   | Gales             | 2014 |

### Como entrenador

#### Títulos nacionales
| Título                 | Equipo          | País   | Año     |
| ---------------------- | --------------- | ------ | ------- |
| Segunda División B (*) | Real Sociedad B | España | 2020-21 |

(*) Segunda División B no tiene titulo, ganó los playoffs de ascenso
| Título                | Equipo           | País     | Año     |
| --------------------- | ---------------- | -------- | ------- |
| Bundesliga            | Bayer Leverkusen | Alemania | 2023-24 |
| Copa de Alemania      | Bayer Leverkusen | Alemania | 2023-24 |
| Supercopa de Alemania | Bayer Leverkusen | Alemania | 2024    |

### Distinciones individuales
| Distinción                                      | Año        |
| ----------------------------------------------- | ---------- |
| Mejor Futbolista Español de La Liga             | 2003       |
| Jugador del Partido en la Eurocopa (vs Grecia)  | 2008       |
| Jugador del Partido en la Eurocopa (vs Francia) | 2012       |
| Incluido en el Equipo del Torneo de la Eurocopa | 2012       |
| Mejor Mediocentro de La Liga                    | 2012       |
| Incluido en el XI Mundial FIFA/FIFPro           | 2011, 2012 |

## Condecoraciones
| Distinción                                       | Año  |
| ------------------------------------------------ | ---- |
| Medalla de Oro - Real Orden del Mérito Deportivo | 2011 |

## Reconocimientos públicos
El 25 de octubre de 2010, día de Euskadi, Alonso recibió de manos del Lehendakari Patxi López, la distinción «Lan Onari», en reconocimiento a la conquista del Mundial de Sudáfrica 2010.
Posteriormente, el 26 de noviembre de 2010, la «Sociedad San Sebastián Turismo, Donostia Turismoa S.A.», designó a Xabi Alonso como «Tambor de Oro 2011», tras una elección en la que el jugador concurría como candidato junto al cocinero Juan María Arzak, el deportista paralímpico Richard Oribe, el equipo de rugby Biarritz Olympique y el tambor mayor de la Unión Artesana, Iñaki Barrena.

## Filmografía
- Reportaje Movistar+ (13/03/2017), «Fiebre Maldini: Xabi Alonso» en plus.es

- Xabi Alonso: Intacto. Programa Informe+ (programa 6 de la primera temporada) de Movistar (27/05/2021)